# Limonia macateei
Limonia macateei är en tvåvingeart som först beskrevs av Alexander 1916.  Limonia macateei ingår i släktet Limonia och familjen småharkrankar. Inga underarter finns listade i Catalogue of Life.